# サンチアゴ・ポンジニッビオ
- サンティアゴ・ポンジニッビオ

サンチアゴ・ポンジニッビオ（Santiago Ponzinibbio、1986年9月26日 - ）は、アルゼンチンの男性総合格闘家。ブエノスアイレス州ラプラタ出身。アメリカ合衆国フロリダ州在住。アメリカン・トップチーム所属。

## 来歴
13歳からキックボクシングを始める。その後、総合格闘技に興味を持つが母国アルゼンチンには総合格闘技のジムが無かったため、ブラジルのフロリアノーポリスに渡り最初の5カ月間は浜辺にテントを張って暮らし、いくつかの仕事を掛け持ちしながら総合格闘技のジムに通った。

### 総合格闘技
2008年7月、プロ総合格闘技デビュー。南米のローカル団体を主戦場に19戦18勝の戦績を残す。

### The Ultimate Fighter
2013年3月、リアリティ番組 「The Ultimate Fighter: Brazil 2」に参加。アントニオ・ホドリゴ・ノゲイラ率いるチーム・ノゲイラに所属。ウェルター級トーナメント1回戦でマルシオ・サントスにTKO勝ち、準々決勝でクレイトン・ドゥアルテに判定勝ち、準決勝でレオナルド・サントスに判定勝ちを収めるも、拳を骨折したため決勝戦を棄権した。

### UFC
2013年11月9日、UFC初参戦となったUFC Fight Night: Belfort vs. Hendersonでライアン・ラフレアーと対戦し、0-3の判定負け。
2015年6月27日、UFC Fight Night: Machida vs. Romeroでロレンズ・ラーキンと対戦。一進一退の攻防を繰り広げるも、2Rに左フックでダウンを奪われパウンドでTKO負け。敗れはしたものの、ファイト・オブ・ザ・ナイトを受賞した。
2017年7月16日、UFC Fight Night: Nelson vs. Ponzinibbioでウェルター級ランキング8位のグンナー・ネルソンと対戦し、左ジャブでダウンを奪いパウンドで1RKO勝ち。パフォーマンス・オブ・ザ・ナイトを受賞した。 
2018年11月17日、UFC Fight Night: Magny vs. Ponzinibbioでウェルター級ランキング8位のニール・マグニーと対戦し、右ストレートで4RKO勝ち。パフォーマンス・オブ・ザ・ナイトを受賞し、7連勝となった。
2019年12月、UFC 245でウェルター級ランキング11位の元UFC世界ウェルター級王者ロビー・ローラーと対戦予定であったが、10月12日、ブドウ球菌感染症により試合を欠場した。
2021年1月16日、約2年2カ月ぶりの復帰戦となったUFC on ABC: Holloway vs. Kattarでリー・ジンリャンと対戦し、左フックで1RKO負け。
2021年6月5日、UFC Fight Night: Rozenstruik vs. Sakaiでミゲル・バエザと対戦し、3-0の判定勝ち。ファイト・オブ・ザ・ナイトを受賞した。
2021年12月11日、UFC 269でウェルター級ランキング12位のジェフ・ニールと対戦し、1-2の判定負け。
2022年5月21日、UFC Fight Night: Holm vs. Vieiraでミシェル・ペレイラと対戦し、1-2の判定負け。敗れはしたものの、ファイト・オブ・ザ・ナイトを受賞した。
2022年12月10日、UFC 282でアレックス・モロノと対戦し、右ストレートでダウンを奪いパウンドで3RTKO勝ち。パフォーマンス・オブ・ザ・ナイトを受賞した。

## 戦績
| 総合格闘技 戦績 | 総合格闘技 戦績 | 総合格闘技 戦績 | 総合格闘技 戦績 | 総合格闘技 戦績 | 総合格闘技 戦績 | 総合格闘技 戦績 |
| --------------- | --------------- | --------------- | --------------- | --------------- | --------------- | --------------- |
| 39 試合         | (T)KO           | 一本            | 判定            | その他          | 引き分け        | 無効試合        |
| 30 勝           | 17              | 6               | 7               | 0               | 0               | 0               |
| 9 敗            | 5               | 0               | 4               | 0               | 0               | 0               |

| 勝敗 | 対戦相手                   | 試合結果                             | 大会名                                   | 開催年月日     |
| ×    | ダニエル・ロドリゲス       | 3R 1:12 TKO（左フック→パウンド）     | UFC on ESPN 66: Sandhagen vs. Figueiredo | 2025年5月3日   |
| ○    | カールストン・ハリス       | 3R 3:13 TKO（スタンドパンチ連打）    | UFC Fight Night: Dern vs. Ribas 2        | 2025年1月11日  |
| ×    | ムスリム・サリコフ         | 5分3R終了 判定1-2                    | UFC on ESPN 59: Namajunas vs. Cortez     | 2024年7月13日  |
| ×    | ケビン・ホランド           | 3R 3:16 KO（左フック）               | UFC 287: Pereira vs. Adesanya 2          | 2023年4月8日   |
| ○    | アレックス・モロノ         | 3R 2:29 TKO（右ストレート→パウンド） | UFC 282: Błachowicz vs. Ankalaev         | 2022年12月10日 |
| ×    | ミシェル・ペレイラ         | 5分3R終了 判定1-2                    | UFC Fight Night: Holm vs. Vieira         | 2022年5月21日  |
| ×    | ジェフ・ニール             | 5分3R終了 判定1-2                    | UFC 269: Oliveira vs. Poirier            | 2021年12月11日 |
| ○    | ミゲル・バエザ             | 5分3R終了 判定3-0                    | UFC Fight Night: Rozenstruik vs. Sakai   | 2021年6月5日   |
| ×    | リー・ジンリャン           | 1R 4:25 KO（左フック）               | UFC on ABC 1: Holloway vs. Kattar        | 2021年1月16日  |
| ○    | ニール・マグニー           | 4R 2:36 KO（右ストレート）           | UFC Fight Night: Magny vs. Ponzinibbio   | 2018年11月17日 |
| ○    | マイク・ペリー             | 5分3R終了 判定3-0                    | UFC on FOX 26: Lawler vs. dos Anjos      | 2017年12月16日 |
| ○    | グンナー・ネルソン         | 1R 1:22 KO（左ジャブ→パウンド）      | UFC Fight Night: Nelson vs. Ponzinibbio  | 2017年7月16日  |
| ○    | ノーディン・タレブ         | 5分3R終了 判定3-0                    | UFC Fight Night: Lewis vs. Browne        | 2017年2月19日  |
| ○    | ザック・カミングス         | 5分3R終了 判定3-0                    | UFC Fight Night: Rodriguez vs. Caceres   | 2016年8月6日   |
| ○    | コート・マッギー           | 1R 4:15 TKO（スタンドパンチ連打）    | UFC on FOX 19: Teixeira vs. Evans        | 2015年12月10日 |
| ○    | アンドレアス・スタール     | 1R 4:25 TKO（右ストレート→パウンド） | UFC Fight Night: Namajunas vs. VanZant   | 2016年4月16日  |
| ×    | ロレンズ・ラーキン         | 2R 3:07 TKO（左フック→パウンド）     | UFC Fight Night: Machida vs. Romero      | 2015年6月27日  |
| ○    | ショーン・ストリックランド | 5分3R終了 判定3-0                    | UFC Fight Night: Bigfoot vs. Mir         | 2015年2月22日  |
| ○    | ヴェンデル・オリヴェイラ   | 1R 1:20 KO（スタンドパンチ連打）     | UFC Fight Night: Bigfoot vs. Arlovski    | 2014年9月13日  |
| ×    | ライアン・ラフレアー       | 5分3R終了 判定0-3                    | UFC Fight Night: Belfort vs. Henderson   | 2013年11月9日  |
| ○    | クレイトン・ドゥアルテ     | 1R 2:38 ギロチンチョーク             | Sao Jose Super Fight 2                   | 2012年6月9日   |
| ○    | セバスチャン・ビダル       | 1R 2:12 TKO（パンチ連打）            | Insano Empalux - Grand Prix              | 2012年3月2日   |
| ○    | ディエゴ・ヴィエリア       | 1R 1:59 腕ひしぎ十字固め             | Insano Empalux - Grand Prix              | 2012年3月2日   |
| ○    | ウィリアム・ディアス       | 2R 5:00 TKO（棄権）                  | Monster Black Combat                     | 2011年12月12日 |
| ○    | セバスチャン・ビダル       | 1R 2:00 TKO（パンチ連打）            | Sao Jose Super Fight 2                   | 2011年10月1日  |
| ○    | ルーカス・ナシメント       | 1R 1:30 TKO（膝の負傷）              | Nitrix Champion Fight 8                  | 2011年9月17日  |
| ○    | デイヴィド・サントス       | 3R 0:15 KO（ハイキック）             | Nitrix Champion Fight 8                  | 2011年9月17日  |
| ×    | レオナルド・マフラ         | 1R 3:17 TKO（パンチ連打）            | Centurion Mixed Martial Arts 2           | 2011年7月9日   |
| ○    | ジェベルソン・ペレイラ     | 1R リアネイキドチョーク              | Brazilian Fight League 9                 | 2010年11月6日  |
| ○    | ユーリ・フラガ             | 5分3R終了 判定3-0                    | Amazon Fight 5                           | 2010年10月10日 |
| ○    | フェリペ・サントス         | 1R 4:25 TKO（パンチ連打）            | Expo Fighting Championship               | 2010年8月21日  |
| ○    | エンリケ・インセート       | 2R 4:53 TKO（パンチ連打）            | Hero Kombat                              | 2010年4月24日  |
| ○    | エゼキエル・リッチ         | 5分3R終了 判定3-0                    | Real Fights 7                            | 2010年3月27日  |
| ○    | アンドレス・ヒメネス       | 1R 3:12 リアネイキドチョーク         | Argentina Fighting Championships         | 2009年12月27日 |
| ○    | ディエゴ・ロペス           | 1R 2:31 ギロチンチョーク             | Explosion Fight Night                    | 2009年11月1日  |
| ○    | マティアス・ソーサ         | 1R キムラロック                      | Real Fights 6                            | 2009年9月27日  |
| ○    | エミリアーノ・カンドー     | 2R 3:12 TKO（パンチ連打）            | Cupide del MMA 2                         | 2008年11月7日  |
| ○    | ルーカス・フネス           | 1R 1:30 リアネイキドチョーク         | Cupide del MMA 1                         | 2009年10月5日  |
| ○    | ガストン・マイカッチ       | 3R 3:13 KO（ハイキック）             | Copa Desafio                             | 2008年7月19日  |

## 表彰
- UFC パフォーマンス・オブ・ザ・ナイト（3回）
- UFC ファイト・オブ・ザ・ナイト（3回）